# جي. آي. جو: أريل أميركان هيرو
جي. آي. جو: أريل أميركان هيرو (بالإنجليزية: G. I. Joe: A Real American Hero)‏ ، هي لعبة فيديو إلكترونية من نوع أكشن وشوتم أب، أنتجت سنة 1985م.